# Paseo de la fama de Jerez
El paseo de la fama de Jerez es una acera ubicada en la céntrica avenida Alcalde Álvaro Domecq de la ciudad de Jerez de la Frontera, Andalucía, España, donde se encuentran situadas distintas placas que la ciudad de Jerez otorga a pilotos y otras personalidades relacionadas con el mundo del motor en reconocimiento por su labor al motociclismo.

## Historia

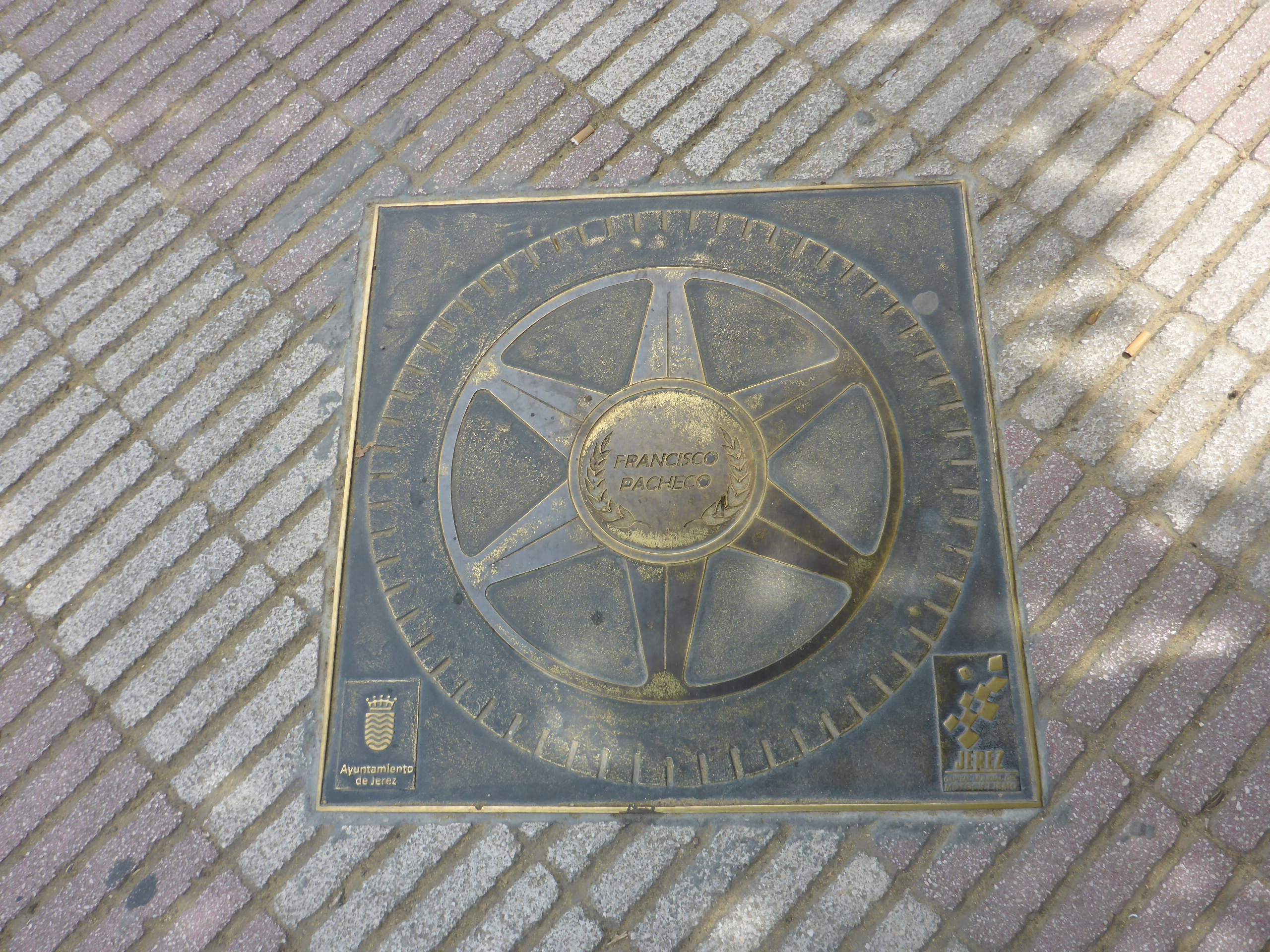
Estrella de Francisco Pacheco

Construido con motivo de la designación de la ciudad de Jerez como primera Capital Mundial de Motociclismo, fue inaugurado por el trece veces campeón mundial Ángel Nieto el 23 de enero de 2015.
El 30 de abril de 2015, el piloto Valentino Rossi descubría su placa a puerta cerrada en el Circuito de Jerez los días previos al Gran Premio de España de Motociclismo en Jerez, lo que provocó algunas críticas al no celebrarse el acto de manera pública en la avenida Álvaro Domecq como se hace habitualmente.
El 3 de mayo de 2015, el consejero delegado de Dorna Sports, Carmelo Ezpeleta, descubre su placa en el Paseo no sin polémica por parte de algunos aficionados debido a la reciente venta de los derechos de televisión a Movistar TV por parte de Dorna.
Hasta la fecha han sido homenajeados 14 personalidades y la ciudad tiene previsto homenajear hasta un total de 40 durante 2015.

## Homenajeados
| - Ángel Nieto - Giacomo Agostini - Jorge Martínez Aspar - FIM - RFME | - Francisco Pacheco - Carlos Checa - Peluqui - Jorge Lorenzo - Valentino Rossi | - Carmelo Ezpeleta - Iván Cervantes - Dany Torres - Kevin Schwantz |  |